# Cosmo Francesco Ruppi
Cosmo Francesco Ruppi (Alberobello, 6 giugno 1932 – Alberobello, 29 maggio 2011) è stato un arcivescovo cattolico italiano, 3º arcivescovo metropolita di Lecce, incarico che ha ricoperto per 21 anni, dal 1988 al 2009.

## Biografia

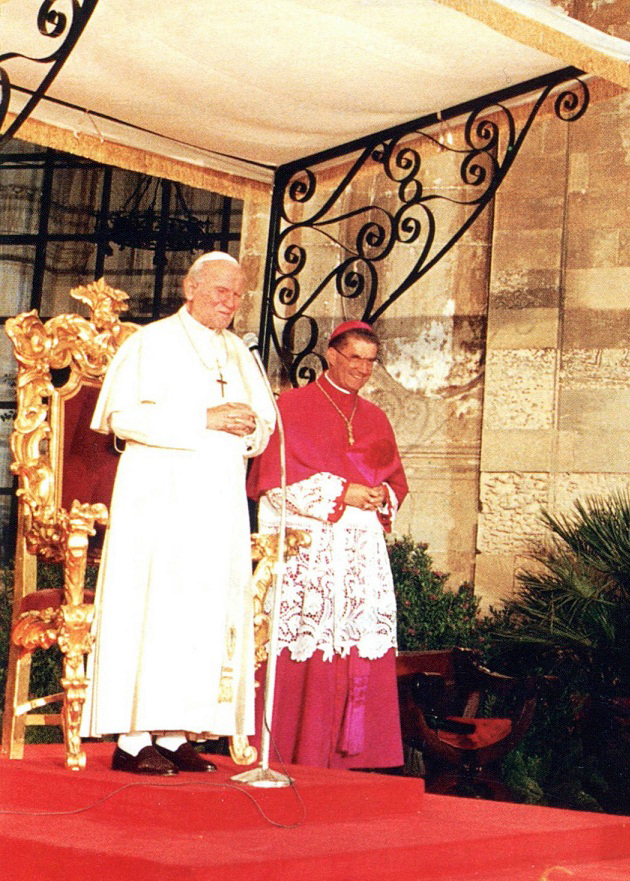
Mons. Cosmo Francesco Ruppi con papa Giovanni Paolo II. Lecce, 17 settembre 1994

Dopo aver concluso gli studi presso i seminari di Conversano e Molfetta, fu ordinato presbitero il 18 dicembre 1954 dal vescovo di Conversano, Gregorio Falconieri.
Il 6 marzo 1966 fu chiamato come incaricato, nella segreteria della Conferenza episcopale pugliese; due anni dopo, dal 1968, fu nominato segretario aggiunto e nel 1977 sottosegretario. Collaborò con gli arcivescovi presidenti Enrico Nicodemo di Bari e Guglielmo Motolese di Taranto, fino alla primavera del 1980.
Il 13 maggio 1980 fu eletto vescovo delle diocesi di Termoli e Larino. Ricevette l'ordinazione episcopale il 29 giugno 1980 dal cardinale Corrado Ursi.
Il 7 dicembre 1988 fu eletto arcivescovo metropolita di Lecce.
Durante il suo episcopato ricevette vari incarichi nella Conferenza episcopale pugliese nelle commissioni della comunicazione, dei beni culturali e della pastorale. Ne fu eletto presidente l'8 gennaio 1999 e confermato fino al 28 gennaio 2008, quando gli è succeduto l'arcivescovo di Bari-Bitonto Francesco Cacucci.
Presso la Conferenza episcopale italiana fece parte delle commissioni per le comunicazioni sociali e per la Scuola, l'Educazione e la Cultura.
Il 16 aprile 2009 papa Benedetto XVI accoglie la sua rinuncia al governo pastorale dell'arcidiocesi di Lecce per raggiunti limiti d'età, presentata il 6 giugno 2007; gli succede Domenico Umberto D'Ambrosio.
Svolse attività giornalistica, al Corriere del Giorno di Taranto e a Telenorba, dove ha curato per diversi decenni la rubrica religiosa "il tempo della fede".
Durante il suo episcopato salentino è stato canonizzato San Filippo Smaldone.
Tra i suoi discorsi pronunciati alla città, si ricorda la frase "La Chiesa è povera, ma ricca di poveri!".
È morto ad Alberobello il 29 maggio 2011 all'età di 78 anni dopo una lunga malattia.
La messa esequiale, presieduta dal cardinale Salvatore De Giorgi, e concelebrata dagli arcivescovi Domenico Umberto D'Ambrosio e Francesco Cacucci, si è svolta nella chiesa matrice dei Santi Medici di Alberobello il 31 maggio. La salma è stata temporaneamente tumulata nel cimitero di Alberobello, per essere poi traslata, il 30 dicembre 2019, nella cattedrale di Lecce.
In Alberobello insieme e con l'aiuto del professore Vito Sante Longo realizzò in via per Noci la fondazione per anziani "Giovanni XXIII".

## Indagini giudiziarie
Il prelato è stato coinvolto due volte nelle indagini su reati contro il patrimonio. Nel 2002 è stato indagato per peculato nell'ambito dell'inchiesta sullo storno di fondi pubblici destinati alla fondazione "Regina Pacis" che gestisce l'omonimo centro di permanenza temporanea, venendo poi assolto nel 2005; in un'inchiesta correlata è stato invece condannato per peculato don Cesare Lodeserto, già presidente della Fondazione "Regina Pacis" e stretto collaboratore di monsignor Ruppi. Nell'ottobre 2013 la condanna a 4 anni di reclusione che pendeva su don Cesare Lodeserto è stata annullata dalla Corte suprema di cassazione.
Nel 2006 è stato indagato per corruzione nell'ambito di un'inchiesta sulla sanità pugliese che ha coinvolto anche l'ex presidente della Regione Raffaele Fitto.

## Genealogia episcopale e successione apostolica
La genealogia episcopale è:
- Cardinale Scipione Rebiba

- Cardinale Giulio Antonio Santori
- Cardinale Girolamo Bernerio, O.P.
- Arcivescovo Galeazzo Sanvitale
- Cardinale Ludovico Ludovisi
- Cardinale Luigi Caetani
- Cardinale Ulderico Carpegna

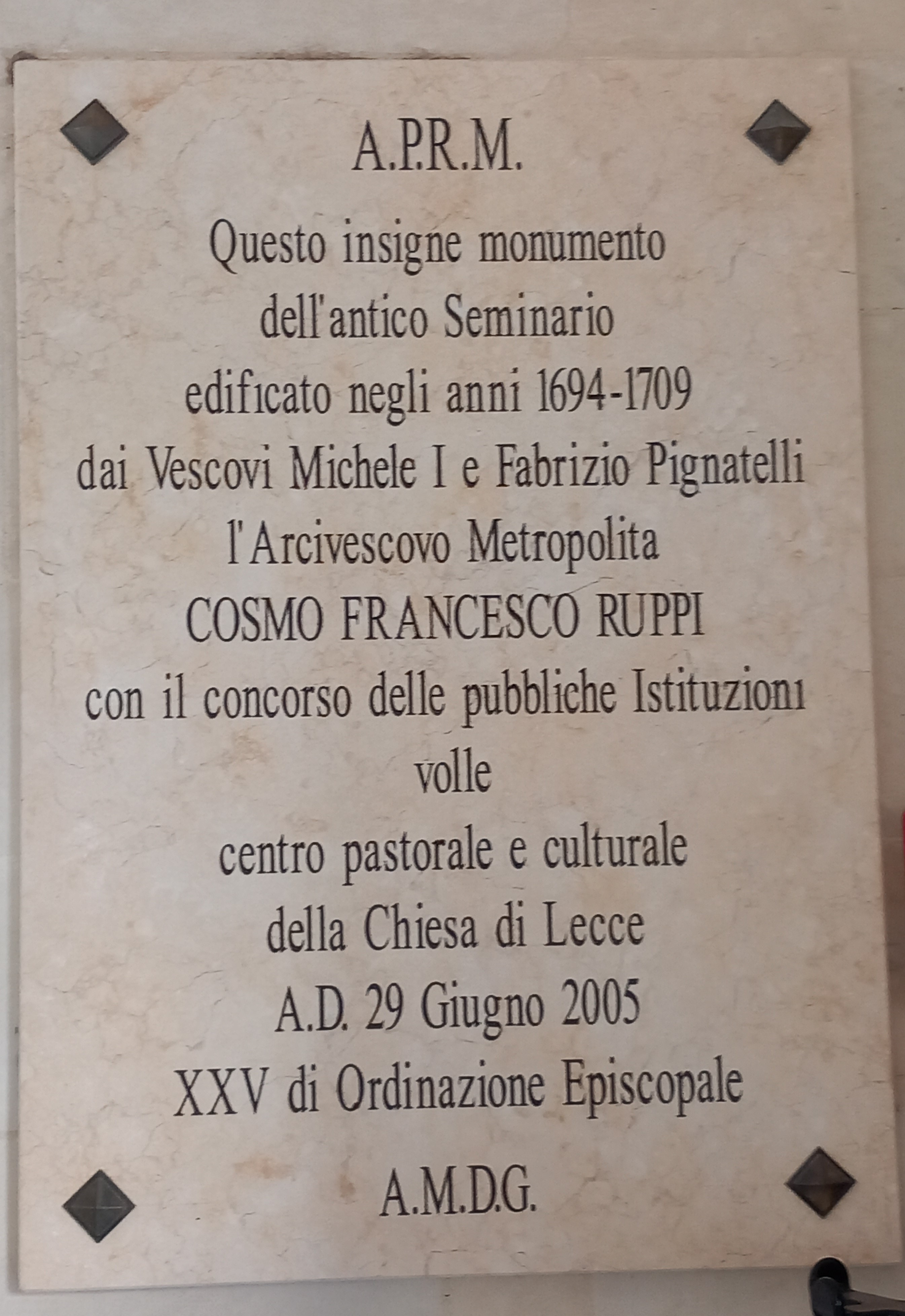

- Cardinale Paluzzo Paluzzi Altieri degli Albertoni
- Papa Benedetto XIII
- Papa Benedetto XIV
- Papa Clemente XIII
- Cardinale Marcantonio Colonna
- Cardinale Giacinto Sigismondo Gerdil, B.
- Cardinale Giulio Maria della Somaglia
- Cardinale Carlo Odescalchi, S.I.
- Cardinale Costantino Patrizi Naro
- Cardinale Lucido Maria Parocchi
- Papa San Pio X
- Papa Benedetto XV
- Papa Pio XII
- Cardinale Carlo Confalonieri
- Cardinale Corrado Ursi
- Arcivescovo Cosmo Francesco Ruppi

La successione apostolica è:
- Arcivescovo Donato Negro (1994)
- Cardinale Marcello Semeraro (1998)

## Onorificenze
Palma di Gerusalemme (Ordine del Santo Sepolcro)